# Witbrauwgrondtiran
De witbrauwgrondtiran (Muscisaxicola albilora) is een zangvogel uit de familie
Tyrannidae (tirannen).

## Verspreiding en leefgebied
Deze soort komt voor van Ecuador tot zuidelijk Chili en westelijk Argentinië.

## Status
De grootte van de populatie is niet gekwantificeerd maar de soort wordt omschreven als vrij algemeen. Op de Rode lijst van de IUCN heeft deze soort de status niet bedreigd.